# Desmond Connell
Desmond Connell (Phibsboro, Dublin, 24 de março de 1926 – 21 de fevereiro de 2017) foi um cardeal irlandês e arcebispo-emérito de Dublin.

## Biografia
Desmond estudou na St. Peter's National School, Phibsboro; no Belvedere College Dublin; no Holy Cross College (Seminário Diocesano), Dublin; no University College, Dublin (bacharelado em artes em 1946 e mestrado em artes em 1947); no Seminário de Maynooth (doutorado em teologia em 1950) de 1947 a 1951; e na Universidade Católica de Lovaina, Bélgica (doutorado em filosofia) de 1951 a 1953.

### Sacerdócio
Ordenado em 19 de maio de 1951 pelo Arcebispo John Charles McQuaid de Dublin. Ao retornar de Lovaina, foi capelão de três comunidades de irmãs contemplativas: as Clarissas, em Donnybrook, 1953-1955; as Carmelitas, em Drumcondra, 1955-1966; e as Carmelitas em Blackrock, a partir de 1966. A partir de 1953, trabalhou também no Departamento de Metafísica da University College Dublin; professor de Metafísica Geral, em 1972; e reitor eleito da Faculdade de Filosofia e Sociologia, em 1983; reeleito três anos depois. Por sua obra publicada, recebeu o título de Doutor em Letras pela Universidade Nacional da Irlanda em 1981. Membro da comissão teológica da Hierarquia Irlandesa e do Comitê Diocesano de Ecumenismo. Nomeado Prelado de honra de Sua Santidade em 20 de agosto de 1984.

### Episcopado
O Papa João Paulo II o elegeu arcebispo de Dublin em 21 de janeiro de 1988. Consagrado em 6 de março de 1988, pró-catedral de Santa Maria, Dublin, pelo arcebispo Gaetano Alibrandi, núncio na Irlanda, e com os principais co-consagradores Joseph A. Carroll, vigário geral de Dublin, e Brendan Oliver Comiskey, bispo de Ferns. Seu lema episcopal era Secundum Verbum Tuum.
Monsenhor Connell foi eleito vice-presidente da Conferência Episcopal Irlandesa. Participou da Oitava Assembleia Ordinária do Sínodo dos Bispos, Vaticano, 1990; da Primeira Assembleia Especial do Sínodo dos Bispos para a Europa, Vaticano, 1991; da Nona Assembleia Ordinária do Sínodo dos Bispos, Vaticano, 1994; da Segunda Assembleia Especial para a Europa do Sínodo dos Bispos, Vaticano, de 1999.

### Cardinalato
Foi criado cardeal-presbítero no consistório de 21 de fevereiro de 2001 pelo Papa João Paulo II, com o título de S. Silvestro in Capite.
Participou da Décima Assembleia Ordinária do Sínodo dos Bispos, Vaticano, 2001. Sua renúncia ao governo pastoral da arquidiocese foi aceita em 26 de abril de 2004. Participou do conclave de 2005, que elegeu o Papa Bento XVI. Perdeu o direito de participar do conclave quando completou 80 anos, em 24 de março de 2006. Foi criticado por falta de ação e por fazer declarações enganosas em conexão com o abuso sexual por padres em sua arquidiocese. Contudo, em 2009 ele pediu perdão as vítimas de abuso sexual infantil que sofreram nas mãos de padres pedófilos sob seu controle.
Cardeal Connell faleceu na madrugada de 21 de fevereiro de 2017, durante o sono, em Dublin. Ele estava doente há algum tempo. A missa fúnebre foi presidida pelo Arcebispo Diarmuid Martin e concelebrada pela maior parte da hierarquia do país, acompanhada pelo núncio papal, Charles John Brown. Após a missa, os restos mortais do cardeal foram levados em procissão para uma cripta na abóbada da catedral, onde foi sepultado ao lado de seis de seus antecessores recentes.

## Tratamento de casos de abuso sexual
Em 1996, Connell recusou-se a ajudar Marie Collins, uma vítima de Paul McGennis, e não lhe transmitiu o que sabia nem a ela nem à polícia. Pediu desculpas seis anos mais tarde, em abril de 2002. Em outubro de 2002, um programa da RTÉ Prime Time foi transmitido detalhando casos de abuso sexual entre o clero na diocese de Dublin. A incapacidade de Connell de abordar o abuso de forma adequada seria alvo de intensas críticas.
O governo irlandês lançou a Comissão Murphy em março de 2006 para investigar o assunto. O Relatório Murphy de 2009 sobre o escândalo concluiu que Connell foi "lento em reconhecer a gravidade da situação quando assumiu o poder em 1988. Ele dependia excessivamente dos conselhos de outras pessoas, incluindo seus bispos auxiliares e especialistas jurídicos e médicos. Ele ficou claramente consternado com o abuso, mas levou algum tempo para perceber que não poderia ser resolvido mantendo-o em segredo e protegendo os padres dos processos civis normais".
No entanto, elogiou-o por ter disponibilizado os registos arquidiocesanos às autoridades em 2002 e pelas suas ações em 1995, ao fornecer às autoridades os nomes de 17 padres que tinham sido acusados de abuso, mas a lista estava incompleta, uma vez que foram feitas queixas contra pelo menos 28 padres na Arquidiocese.
O relatório também descobriu e divulgou que, a partir de 1988, Connell continuou a segurar sua arquidiocese contra a responsabilidade dos reclamantes, mas alegou à Comissão Murphy que a arquidiocese estava "em uma curva de aprendizado" em relação ao abuso infantil.
Ele providenciou que fossem feitos pagamentos de compensação a partir de um "Stewardship Trust", que foi mantido em segredo dos paroquianos da arquidiocese até 2003.

Connell foi criticado em alguns setores por ser econômico com a verdade em seu uso do conceito de reserva mental ao responder inadequadamente a perguntas sobre seu conhecimento das atividades abusivas de padres sob seu controle. Connell explicou o conceito de reserva mental à comissão:
Bem, o ensinamento geral sobre a reserva mental é que você não tem permissão para mentir. Por outro lado, você pode ser colocado em uma posição em que precisa responder, e pode haver circunstâncias em que você pode usar uma expressão ambígua, percebendo que a pessoa com quem você está falando aceitará uma versão falsa do que quer que seja – permitir que isso aconteça, não desejar que aconteça, seria mentir. É realmente uma questão de tentar lidar com questões extraordinariamente difíceis que podem surgir nas relações sociais, onde as pessoas podem fazer perguntas que você simplesmente não consegue responder. Todo mundo sabe que esse tipo de coisa pode acontecer. Portanto, a reserva mental é, em certo sentido, uma maneira de responder sem mentir.

## Obras
- Essays in metaphysics, Four Court Press, Blackrock, County Dublin, 1996 ISBN 1-85182-228-3
- Christian integrity: does it matter? : pastoral letter for Lent 1992, Veritas, Dublin, 1992 ISBN 1-85390-205-5
- Christ our life: pastoral letter 1993, Veritas Publications, 1993 ISBN 1-85390-286-1
- Christ our life: pastoral letters, 1988–95, Four Courts Press, Blackrock, County Dublin ISBN 1-85182-207-0